# Zach Randolph
Zachary McKenley Randolph (Marion, 16 juli 1981) is een Amerikaans voormalig basketballer.

## Carrière
Randolph speelde collegebasketbal voor de Michigan State Spartans voordat hij zich in 2001 kandidaat stelde voor de NBA-draft. Hij werd als 19e gekozen in de eerste ronde door de Portland Trail Blazers. Hij speelde zes seizoenen bij de Trail Blazers en wist zich pas in zijn derde seizoen in de basisopstelling te knokken. Hij kreeg aan het eind van dat seizoen 2003/04 de NBA Most Improved Player Award. Hij werd in 2007 geruild naar de New York Knicks samen met Dan Dickau en Fred Jones voor Steve Francis en Channing Frye. Na iets meer dan een seizoen werd hij geruild naar de Los Angeles Clippers samen met Mardy Collins voor Cuttino Mobley en Tim Thomas. Hij speelde de rest van het seizoen 2008/09 voor de Clippers.
In juli 2009 werd hij geruild naar de Memphis Grizzlies voor Quentin Richardson. Bij de Grizzlies groeide hij uit tot een All Star-speler en werd twee keer verkozen tot NBA All Star en werd in 2011 ook All-NBA Third Team. Hij speelde acht seizoenen voor de Grizzlies en haalde zeven keer de play-offs waar wist nooit een kampioenschap te winnen. In 2017 tekende hij een contract bij de Sacramento Kings en speelde een seizoen voor hen, in zijn tweede seizoen bij de club kwam hij niet meer aan spelen toe. Hij werd geruild in februari 2019 naar de Dallas Mavericks samen met Justin Jackson voor Harrison Barnes. Zijn contract werd twee dagen later ontbonden.
Zijn nummer 50 werd door de Memphis Grizzlies teruggetrokken.

## Erelijst
- NBA All-Star: 2010, 2013
- All-NBA Third Team: 2011
- NBA Most Improved Player: 2004
- Nummer 50 teruggetrokken door de Memphis Grizzlies

## Statistieken

### Regulier seizoen
| Seizoen  | Team                   | WG   | WS  | MPW  | 2P%  | 3P%  | FW%  | RPW  | APW | SPW | BPW | PPW  |
| -------- | ---------------------- | ---- | --- | ---- | ---- | ---- | ---- | ---- | --- | --- | --- | ---- |
| 2001/02  | Portland Trail Blazers | 41   | 0   | 5,8  | 44,9 | 0,0  | 66,7 | 1,7  | 0,3 | 0,2 | 0,1 | 2,8  |
| 2002/03  | Portland Trail Blazers | 77   | 11  | 16,9 | 51,3 | 0,0  | 75,8 | 4,5  | 0,5 | 0,5 | 0,2 | 8,4  |
| 2003/04  | Portland Trail Blazers | 81   | 80  | 37,9 | 48,5 | 20,0 | 76,1 | 10,5 | 2,0 | 0,8 | 0,5 | 20,1 |
| 2004/05  | Portland Trail Blazers | 46   | 37  | 34,8 | 44,8 | 0,0  | 81,5 | 9,6  | 1,9 | 0,7 | 0,4 | 18,9 |
| 2005/06  | Portland Trail Blazers | 74   | 71  | 34,4 | 43,6 | 29,1 | 71,4 | 8,0  | 1,9 | 0,8 | 0,2 | 18,0 |
| 2006/07  | Portland Trail Blazers | 68   | 67  | 35,7 | 46,7 | 29,2 | 81,9 | 10,1 | 2,2 | 0,8 | 0,2 | 23,6 |
| 2007/08  | New York Knicks        | 69   | 68  | 32,5 | 45,9 | 27,5 | 77,2 | 10,3 | 2,0 | 0,9 | 0,2 | 17,6 |
| 2008/09  | New York Knicks        | 11   | 11  | 35,3 | 43,4 | 29,2 | 82,1 | 12,5 | 1,4 | 1,2 | 0,3 | 20,5 |
| 2008/09  | Los Angeles Clippers   | 39   | 34  | 35,1 | 48,7 | 34,2 | 70,1 | 9,4  | 2,3 | 0,8 | 0,3 | 20,9 |
| 2009/10  | Memphis Grizzlies      | 81   | 81  | 37,7 | 48,8 | 28,8 | 77,8 | 11,7 | 1,8 | 1,0 | 0,4 | 20,8 |
| 2010/11  | Memphis Grizzlies      | 75   | 74  | 36,3 | 50,3 | 18,6 | 75,8 | 12,2 | 2,2 | 0,8 | 0,3 | 20,1 |
| 2011/12  | Memphis Grizzlies      | 28   | 8   | 26,3 | 46,3 | 25,0 | 65,9 | 8,0  | 1,7 | 0,8 | 0,1 | 11,6 |
| 2012/13  | Memphis Grizzlies      | 76   | 75  | 34,3 | 46,0 | 8,7  | 75,0 | 11,2 | 1,4 | 0,8 | 0,4 | 15,4 |
| 2013/14  | Memphis Grizzlies      | 79   | 79  | 34,2 | 46,7 | 10,0 | 74,2 | 10,1 | 2,5 | 0,7 | 0,3 | 17,4 |
| 2014/15  | Memphis Grizzlies      | 71   | 71  | 32,5 | 48,7 | 35,0 | 76,5 | 10,5 | 2,2 | 1,0 | 0,2 | 16,1 |
| 2015/16  | Memphis Grizzlies      | 68   | 53  | 29,6 | 47,5 | 23,1 | 79,6 | 7,8  | 2,1 | 0,6 | 0,2 | 15,3 |
| 2016/17  | Memphis Grizzlies      | 73   | 5   | 24,5 | 44,9 | 22,3 | 73,1 | 8,2  | 1,7 | 0,5 | 0,1 | 14,1 |
| 2017/18  | Sacramento Kings       | 59   | 57  | 25,6 | 47,3 | 34,7 | 78,5 | 6,7  | 2,2 | 0,7 | 0,2 | 14,5 |
| Carrière | Carrière               | 1116 | 882 | 31,0 | 47,1 | 27,3 | 76,4 | 9,1  | 1,8 | 0,7 | 0,3 | 16,6 |
| All Star | All Star               | 2    | 0   | 16,0 | 43,8 | 0,0  | 0,0  | 5,5  | 1,0 | 1,0 | 0,0 | 7,0  |

### Play-offs
| Seizoen  | Team                   | WG | WS | MPW  | 2P%  | 3P%  | FW%  | RPW  | APW | SPW | BPW | PPW  |
| -------- | ---------------------- | -- | -- | ---- | ---- | ---- | ---- | ---- | --- | --- | --- | ---- |
| 2001/02  | Portland Trail Blazers | 1  | 0  | 1,0  | 0,0  | 0,0  | 0,0  | 0,0  | 0,0 | 0,0 | 0,0 | 0,0  |
| 2002/03  | Portland Trail Blazers | 7  | 4  | 29,3 | 52,5 | 0,0  | 89,2 | 8,7  | 1,6 | 0,4 | 0,3 | 13,9 |
| 2010/11  | Memphis Grizzlies      | 13 | 13 | 39,6 | 44,6 | 25,0 | 82,1 | 10,8 | 2,4 | 1,1 | 0,8 | 22,2 |
| 2011/12  | Memphis Grizzlies      | 7  | 7  | 35,4 | 42,0 | 0,0  | 62,9 | 9,9  | 0,9 | 1,0 | 0,6 | 13,7 |
| 2012/13  | Memphis Grizzlies      | 15 | 15 | 36,9 | 46,0 | 0,0  | 67,0 | 10,0 | 1,6 | 0,7 | 0,5 | 17,4 |
| 2013/14  | Memphis Grizzlies      | 6  | 6  | 39,0 | 40,4 | 0,0  | 61,0 | 8,7  | 2,3 | 0,8 | 0,2 | 18,2 |
| 2014/15  | Memphis Grizzlies      | 11 | 11 | 34,7 | 42,3 | 20,0 | 87,9 | 8,5  | 2,1 | 0,5 | 0,0 | 15,6 |
| 2015/16  | Memphis Grizzlies      | 4  | 4  | 30,0 | 37,1 | 0,0  | 85,7 | 8,8  | 1,8 | 0,3 | 0,0 | 13,0 |
| 2016/17  | Memphis Grizzlies      | 6  | 4  | 31,8 | 42,2 | 14,3 | 72,7 | 8,2  | 0,7 | 0,8 | 0,3 | 13,2 |
| Carrière | Carrière               | 70 | 64 | 35,0 | 43,7 | 15,4 | 75,0 | 9,3  | 1,7 | 0,7 | 0,4 | 16,5 |